# Machová
Machová település Csehországban, a Zlíni járásban. Machová Tlumačov, Míškovice, Mysločovice és Sazovice településekkel határos. Lakosainak száma 691 fő (2024. január 1.).

## Népesség
A település lakosságának változását az alábbi diagram mutatja:
| Lakosok száma | 247  | 361  | 416  | 460  | 543  | 531  | 643  | 656  | 671  | 691  |
|               | 1869 | 1890 | 1921 | 1950 | 1980 | 2001 | 2017 | 2019 | 2022 | 2024 |